# Acrophylla
Acrophylla (лат.) — род палочников из семейства Настоящие палочники (Phasmatidae). Виды встречаются в Китае (Сычуань), Австралии, на Новой Гвинее и близлежащих островах, таких как Тасмания и Ларат.

## Описание
Удлинённые насекомые 9-26 см, самки существенно больше самцов. Усики у самцов длиннее, чем у самок. Бёдра передних и средних ног, а также голени покрыты зубчиками. Грудь с шипиками и бугорками.

## Виды
Род включает следующие виды:
1. Acrophylla alta (Coupland & Emmott, 2025)
2. Acrophylla bhaskarai (Conle & Hennemann, 2018)
3. Acrophylla cookorum (Brock & Coupland, 2022)
4. Acrophylla enceladus (Gray, 1835)
5. Acrophylla maindroni (Redtenbacher, 1908)
6. Acrophylla nubilosa (Tepper, 1905)
7. Acrophylla sichuanensis (Chen & He, 2001)
8. Acrophylla thoon (Stål, 1877)
9. Acrophylla titan (MacLeay, 1826) typus
10. Acrophylla wuelfingi (Redtenbacher, 1908)